# Marcus Chown
Marcus Chown ist ein britischer Physiker und Wissenschaftsautor.

## Leben
Nach einem Studium der Physik arbeitete Chown am California Institute of Technology in Pasadena. Später begann er, wissenschaftliche und populärwissenschaftliche Artikel in Zeitschriften sowie Bücher zu schreiben. Sein erstes Buch Afterglow of Creation. From the Fireball to the Discovery of Cosmic Ripples war in Großbritannien die meistgelesene populärwissenschaftliche Veröffentlichung nach Stephen Hawkings Eine kurze Geschichte der Zeit. Chown arbeitet als Autor und Berater für kosmologische Fragen für den New Scientist. Marcus Chown lebt in der Nähe von London.

## Publikationen
- Afterglow of Creation. From the Fireball to the Discovery of Cosmic Ripples. University Science Books, Sausalito, Calif. 1996, ISBN 0-935702-40-7.
- The Magic Furnace: The search for the origin of atoms. Jonathan Cape, London 1999, ISBN 0-224-04206-8.
Deutsch: Die Suche nach dem Ursprung der Atome. Wie und von wem das Universum entziffert wurde. Aus dem Englischen von Kurt Neff. Matrix, Wiesbaden 2004, ISBN 3-937715-28-2.
- The Universe Next Door: Twelve mind-blowing ideas from the cutting edge of science. Headline, London 2002, ISBN 0747234965.
Deutsch: Das Universum nebenan. Revolutionäre Ideen in der Astrophysik. Aus dem Englischen von Susanne Aeckerle. dtv, München 2003, ISBN 978-3423243650.
- Quantum Theory Cannot Hurt You. A guide to the universe. Faber & Faber, London 2005, ISBN 978-0-571-23546-9.
Deutsch: Warum Gott doch würfelt. Über „schizophrene Atome“ und andere Merkwürdigkeiten aus der Quantenwelt. Aus dem Englischen von Kurt Neff. dtv, München 2005, ISBN 3-423-24484-4 (S. 1–20, PDF; 268 kB).
- The Never-Ending Days of Being Dead: Dispatches from the Front Line of Science. Faber & Faber, London 2007, ISBN 978-057122056-4.
Deutsch: Das Universum und das ewige Leben. Neue Antworten auf elementare Fragen. Aus dem Englischen von Friedrich Griese. dtv, München 2009, ISBN 978-3-423-24712-2 (S. 1–20, PDF; 276 kB).
- We Need To Talk About Kelvin. What Everyday Things Tell Us About The Universe. Faber & Faber, London 2009, ISBN 978-0571244010.
Deutsch: Intelligentes Leben im Universum. Was wir im Alltag über Physik lernen können. Aus dem Englischen von Kurt Neff. dtv, München 2010, ISBN 978-3-423-24802-0.
- Solar System: A Visual Exploration of All the Planets, Moons and Other Heavenly Bodies that Orbit Our Sun. Black Dog & Leventhal, New York 2011, ISBN 978-157912885-2.
Deutsch: Das Sonnensystem. Eine Entdeckungsreise zu allen Planeten, Monden und anderen Himmelskörpern, die um unsere Sonne kreisen. Fackelträger, Hannover 2012, ISBN 978-3-7716-4501-4.
- mit Govert Schilling: Tweeting the Universe: Tiny Explanations of Very Big Ideas. Faber & Faber, London 2011, ISBN 978-057127843-5.
Deutsch: Das Universum twittern. Kurze Sätze über große Ideen. dtv, München 2013, ISBN 978-3423249553.
- What a Wonderful World: One Man's Attempt to Explain the Big Stuff. Faber & Faber, London 2013, ISBN 978-0571278398.
- A Crack in Everything. How Black Holes Came in from the Cold and Took Cosmic Centre Stage. Head of Zeus, London 2024, ISBN 978-1-80454-432-7.